# ملعب الملك عبد الله الثاني
ملعب الملك عبد الله الثاني هو ملعب كرة قدم يقع في منطقة القويسمة جنوب شرق مدينة عمّان عاصمة المملكة الأردنية الهاشمية، ويُعد ثاني أكبر ملعب في الأردن بعد ستاد عمان الدولي بمدينة الحسين الرياضية.
يتسع الملعب لعشرين الف متفرج، وهو ملعب ثانوي لمنتخب الأردن، كما يستضيف مباريات العديد من الأندية المشاركة بالدوري الأردني للمحترفين كملعب رئيسي لهذه الأندية، مواصفات الملعب تُعبتر مميزة مقارنة بملاعب الأردن الأخرى، تمتاز مدرجاته بقربها من أرضية الملعب .

## أهم الأحداث التي إستضافها الملعب
- بطولة كأس العالم للسيدات تحت 17 عام
- بطولتي غرب آسيا لكرة القدم عاميّ 2000 و 2010 .
- عدة مباريات كرة القدم خلال دورة الألعاب العربية التاسعة 1999 .
- وشهد الملعب العديد من مباريات المنتخب الأردني في تصفيات وبطولات مختلفة وكذلك العديد من المباريات الهامة لأندية العاصمة

وسيستضيف الاستاد عدة مباريات خلال كأس العالم للسيدات تحت 17 سنة في عام 2016 التي سيستضيفها الأردن .

## أنظر آيضًا
- ملعب الملك عبد الله الثاني
- ملعب الأمير فيصل
- ستاد عمان الدولي
- مدينة الحسين للشباب

## وصلات خارجية
- (بالإنجليزية) إحصائيات عامة عن الملعب والحضور الجماهيري
- (بالإنجليزية) معلومات عن الملعب من موقع Goalzz.com